# Boxmeer
Boxmeer (phát âmⓘ) là một đô thị và thị xã ở phía nam Hà Lan. Đô thị này bao gồm các đô thị cũ Beugen en Rijkevoort và Vierlingsbeek.

## Các trung tâm dân cư
Beugen, Boxmeer, Groeningen, Holthees, Maashees, Oeffelt, Overloon, Rijkevoort, Sambeek, Vierlingsbeek, Vortum-Mullem.
Ở Overloon có bảo tàng chiến tranh Overloon.